# سميع جو
سميع جو (بالإنجليزية: Sami Jo)‏ هي مغنية أمريكية، ولدت في 9 مايو 1947.

## وصلات خارجية
- سميع جو على موقع ميوزك برينز (الإنجليزية)
- سميع جو على موقع ديسكوغز (الإنجليزية)